# Henricus Beens
Henricus Beens (Eindhoven, 28 januari 1759 - Eindhoven, 28 mei 1846) is een voormalig burgemeester van de Nederlandse stad Eindhoven. 
Beens werd geboren als zoon van Burgemeester Alexander Beens en Maria Catharina Bartmans. In 1804 en 1805 was hij burgemeester van Eindhoven, in 1846 tinnegieter.